# Coladinha em Mim
“Coladinha em Mim” é um canção do cantor Gustavo Mioto com participação da cantora Anitta que foi lançada no dia 1 de dezembro de 2017. A música faz parte do DVD Ao Vivo em São Paulo / SP de Mioto que foi gravado no Espaço das Américas, São Paulo.
A música liderou a “Esquenta Sertanejo” que é a principal playlist sertaneja da plataforma de streaming Spotify com mais de 2 bilhões de streams e 5 milhões de seguidores, além de ser a maior playlist do Spotify Brasil.